# 白云百蕊草
白云百蕊草（学名：Thesium psilotoides）为檀香科百蕊草属下的一个种。

## 扩展阅读
- 維基物種上的相關：白云百蕊草